# Milpoš
Milpoš je obec na Slovensku v okrese Sabinov. Vznikla vyčleněním od Hanigovců v roce 1950. Žije zde přibližně 700 obyvatel.
V obci je sídlo řeckokatolické farnosti, do které patří Milpoš, Hanigovce, Červenica pri Sabinove a Jakubova Voľa. Místní chrám sv. Petra a Pavla pochází z roku 1906.